# Żukiwka (przystanek kolejowy)
Żukiwka (ukr. Жуківка) – przystanek kolejowy w pobliżu miejscowości Kułykiwka, w rejonie czernihowskim, w obwodzie czernihowskim, na Ukrainie. Położony jest na linii Czernihów – Niżyn.
Nazwa pochodzi od pobliskiej wsi Żukiwka.